# Panama
Panama, Republika Panamy (hiszp. Panamá, República de Panamá) – państwo w Ameryce Centralnej, położone na Przesmyku Panamskim, łączącym Amerykę Północną i Południową, pomiędzy Morzem Karaibskim na północy a Oceanem Spokojnym na południu. Graniczy z Kostaryką na zachodzie i Kolumbią na wschodzie. Powierzchnia kraju wynosi 75 420 km², a liczba ludności – 3 928 646 (2021). Stolicą i największym miastem jest miasto Panama.
Panama jest republiką z systemem prezydenckim. Językiem urzędowym jest hiszpański. Panama uzyskała niepodległość w 1903 roku od Kolumbii, z którą związana była od 1821 roku, wcześniej – kolonia hiszpańska.
Kanał Panamski, zbudowany w latach 1904–1914, jest jedną z najważniejszych dróg morskich świata. Jego budowa znacznie skróciła czas żeglugi między wschodnim wybrzeżem Ameryki i Europą a zachodnim wybrzeżem Ameryki i Azją Wschodnią, która wcześniej musiała się odbywać wokół Ameryki Południowej. Do 1979 roku kontrolę nad kanałem oraz otaczającą go Strefą Kanału Panamskiego sprawowały Stany Zjednoczone, następnie do 1999 roku znajdował się on pod wspólną administracją amerykańsko-panamską, a obecnie pod wyłączną jurysdykcją Panamy.
Gospodarka Panamy w ponad 3/4 opiera się na sektorze usług i należy do najszybciej rozwijających się w Ameryce Łacińskiej. Pomimo znacznych nakładów na programy socjalne kraj cechuje się wysokim poziomem nierówności społecznych, a niemal 1/4 społeczeństwa żyje w ubóstwie.

## Geografia

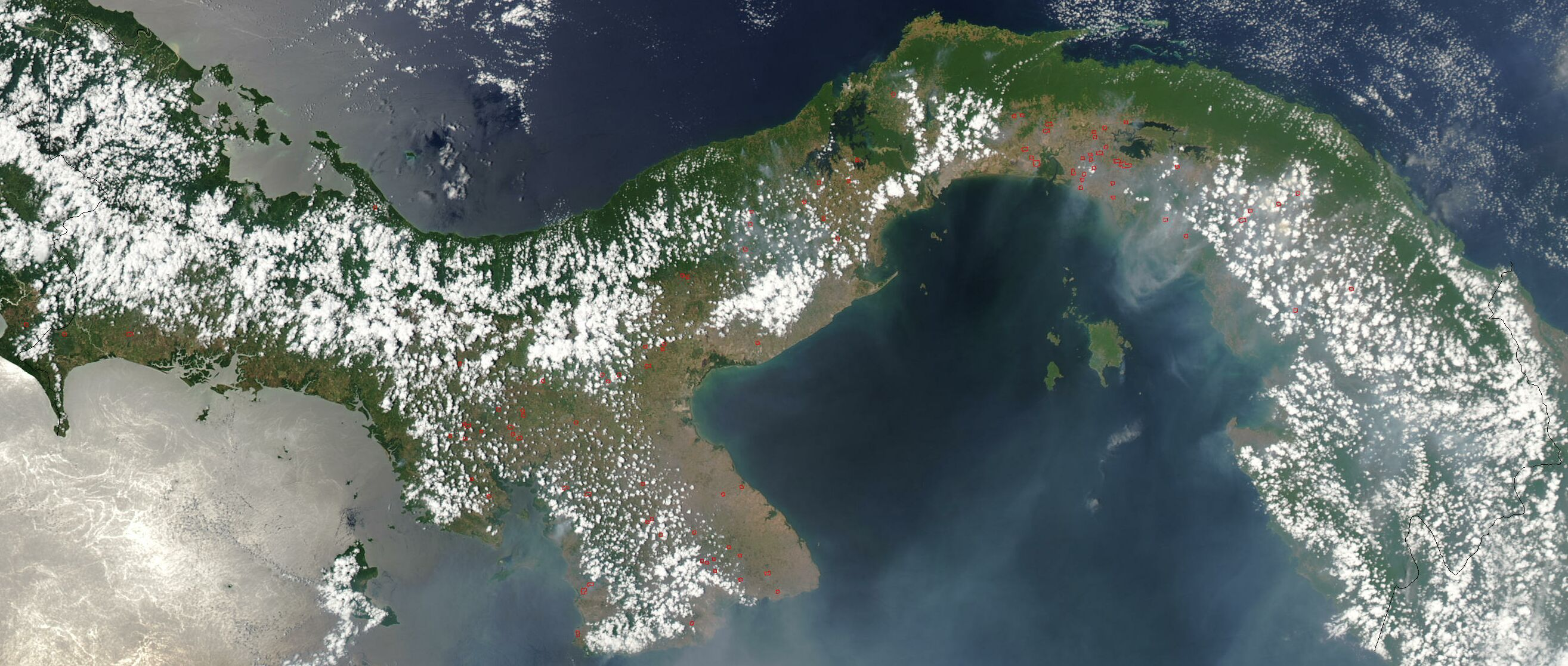
Zdjęcie Panamy z kosmosu

Terytorium Panamy stanowi wąski (od ok. 50 km do ok. 200 km) pas lądu, łączący Amerykę Południową z Ameryką Północną. W najwęższej części, zwanej Przesmykiem Panamskim, znajduje się Kanał Panamski. Ponad 50% pow. kraju zajmują wyżyny i góry Kordyliery Środkowej. Na zachodzie Cordillera de Veraguas z licznymi stożkami wulkanów (m.in. Chiriquí, najwyższy szczyt kraju, 3478 m n.p.m.), na wschodzie – Serranía del Darién (wys. do ok. 1900 m n.p.m.). Na wybrzeżach – aluwialne niziny. Wybrzeża rozczłonkowane (łączna dł. ok. 2000 km). Liczne zatoki, największe: Panamska (Ocean Spokojny) i Moskitów (Morze Karaibskie). Wzdłuż wybrzeży rafy koralowe (zwł. na Morzu Karaibskim) i ok. 1600 wysp (m.in. Wyspy Perłowe na Oceanie Spokojnym). Obszar Panamy jest położony w strefie aktywnej sejsmicznie. Klimat równikowy, na północy wybitnie wilgotny (opady całoroczne, do 4000 mm), na południu wilgotny (opady głównie w półroczu letnim, 1500–2500 mm rocznie). Średnia temperatura miesięczna: 26–28 °C na nizinach i ok. 17–10 °C w górach. Na wybrzeżu Morza Karaibskiego częste burze (do 200 rocznie). Gęsta sieć krótkich rzek, wpadających głównie do Oceanu Spokojnego. Lasy (44% pow.) równikowe wilgotne na północy i zrzucające okresowo liście – na południu oraz namorzynowe – na wybrzeżu Morza Karaibskiego. W kotlinach roślinność sawannowa.
Panama graniczy z Kolumbią (339 km) i Kostaryką (348 km) – łączna długość granic lądowych wynosi 687 km.

## Historia

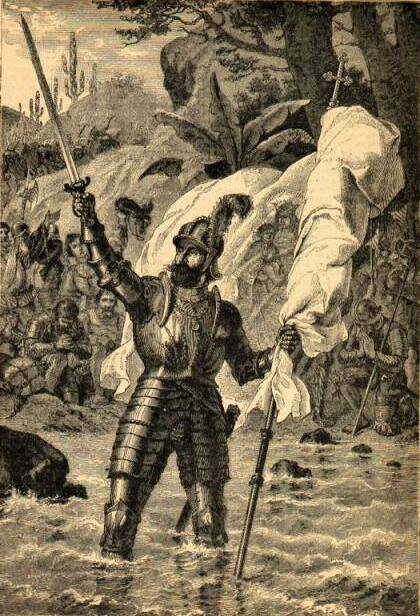
Vasco Núñez de Balboa – założyciel pierwszej stałej europejskiej kolonii w Panamie, a zarazem pierwszej na kontynencie amerykańskim

Obszar zasiedlony pierwotnie przez Indian, głównie Czibczów. Do podboju hiszpańskiego znajdował się w zasięgu handlu prowadzonego przez Azteków i Majów. Przez Europejczyków odkryty ok. 1501, stał się posiadłością hiszpańską. Od 1535 wchodził w skład wicekrólestwa Nowej Hiszpanii, od 1717 – wicekrólestwa Nowej Granady. Przez cały okres kolonialny był centrum wymiany handlowej. Po wyzwoleniu spod panowania hiszpańskiego Nowej Granady 1819, Panama, jako jej prowincja, weszła w skład Wielkiej Kolumbii. Od 1830 należała do Kolumbii. Znaczenie Panamy wzrosło z chwilą wybudowania (1850–1855) kolei łączącej Ocean Spokojny z Morzem Karaibskim, a zwłaszcza w związku z budową (od 1881) Kanału Panamskiego. W latach 1855–1886 dysponowała autonomią którą utraciła na skutek dążeń secesjonistycznych.
W 1903 z inspiracji USA oderwała się od Kolumbii (na czele ruchu separatystycznego stał Manuel Amador Guerrero) i utworzyła odrębną republikę. Traktat z 1903 (Hay–Bunau-Varilla) przyznał USA wieczystą dzierżawę Strefy Kanału Panamskiego i prawo stacjonowania na terenie Panamy wojsk amerykańskich. W następnych latach rozwój gospodarki był związany z Kanałem, na prowincji tradycyjna gospodarka rolna (głównie uprawa bananów). Pierwszy prezydent kraju Manuel Amador Guerrero wywodzący się z Partii Konserwatywnej przeprowadził szereg reform społecznych, lecz mocno uzależnił Panamę od Stanów Zjednoczonych. USA korzystając z wpływów w Panamie dokonało kilkukrotnie zbrojnej interwencji w wewnętrzne sprawy państwa. Do interwencji wojsk amerykańskich doszło w latach 1908, 1910 i 1918–1919. W latach 30. wystąpiły konflikty społeczne na tle rasowym. Na czele ruchu nacjonalistycznego i antyamerykańskiego stanął Arnulfo Arias Madrid. W 1936 roku rząd panamski podpisał traktat przedłużający amerykańskie wpływy w Panamie zagwarantowane w trakcie z 1903. W 1940 roku wybory prezydenckie wygrał Arias, który już rok później obalony został w wyniku puczu wojskowego. Krótka prezydentura Ariasa charakteryzowała się antyamerykanizmem oraz prowłoską i proniemiecką polityką. Pucz przywrócił w kraju proamerykańskie rządy. Podczas II wojny światowej na terenie Panamy utworzono amerykańskie bazy wojskowe.
Po zakończeniu wojny światowej doszło do wzrostu poparcia dla ruchów nacjonalistycznych i lewicowych. W 1949 roku prezydentem ponownie został Arias, który w 1951 ponownie został obalony przez wojskowych puczystów. Następcą Ariasa został José Antonio Remón Cantera, który powrócił do przyjaznych relacji z USA i zapoczątkował rokowania z USA w sprawie sytuacji w kanale panamskim. Dojście do władzy prezydenta umożliwiło rządy jego konserwatywnej Narodowej Koalicji Patriotycznej. Nowy prezydent w 1953 roku utworzył Gwardię Narodową, a w trakcie prezydentury dokonał reformy rządu. W 1955 roku Panama z inicjatywy Remóna Cantery zawarła z Amerykanami umowę ekonomiczną. W latach 50. i 60. doszło do wzrostu destabilizacji i nastrojów antyamerykańskich, równocześnie rozwinął się przemysł i doszło do napływu zagranicznych inwestycji. Kolejnym prezydentem został Ernesto de la Guardia Navarro z Narodowej Koalicji Patriotycznej. De la Guardia wprowadził kilka postępowych reform będących kontynuacją reform poprzednika. Rządom Narodowej Koalicji Patriotycznej udało się rozbudować system świadczeń socjalnych. Na początku lat 60. w rządzącej partii uaktywniła się frakcja procastrowska. W 1964 roku doszło do nieudanej próby uregulowania statusu kanału panamskiego. W 1964 roku zerwane zostały stosunki dyplomatyczne między krajami, co udało się załagodzić rok później poprzez układ obiecujący uznanie przez USA pełnej suwerenności Panamy w Strefie Kanału. W 1964 roku prezydentem został Marco Aurelio Robles Méndez z Narodowej Unii Liberalnej, będącej koalicją partii prawicowych. Prezydent podjął nieudane próby reform wewnętrznych, a mianowicie reformy rolnej i podatkowej. W okresie jego rządów doszło do zmniejszenia znaczenia partii politycznych. Sytuacja otworzyła drogę do wojskowego zamachu stanu.
W 1968 r. doszło do zamachu stanu nazwanego przez wojsko mianem rewolucji. Do 1969 roku władzę w państwie sprawowała junta wojskowa. Od początku 1969 faktyczną władzę w Panamie sprawował gen. Omar Torrijos Herrera (1972–1978 premier z nadzwyczajnymi pełnomocnictwami). Dzięki szybkiemu rozwojowi usług w dziedzinie handlu, bankowości i transportu morskiego (tzw. tania bandera) utrzymywał się wzrost gospodarczy i ekspansja zagranicznego kapitału inwestycyjnego, głównie z USA. W 1972 roku Torrijos wprowadził nową konstytucję, która wzmocniła uprawnienia władz lokalnych, generał doprowadził do rozwoju związków zawodowych, rozszerzył sferę socjalną, przeprowadził reformę rolną oraz nacjonalizację części przemysłu. W 1973 doszło do ponownego zaostrzenia konfliktu USA–Panama. Panama wystąpiła z żądaniem suwerenności w strefie kanału i wycofania z jej terenu wojsk amerykańskich. Kilkuletnie rokowania z USA w sprawie kanału, prowadzone przy poparciu państw latynoamerykańskich dla Panamy, zostały zakończone w 1977 układem, który spełnił roszczenia Panamy i ustalił warunki przekazania jej strefy kanału. W 1978 ponownie wprowadzono rządy cywilne, faktyczne rządy sprawował jednak gen. Torrijos. W 1979 roku przy wsparciu generała utworzono centrolewicową Demokratyczną Partię Rewolucyjną, która do początku lat 80. sprawowała władzę.

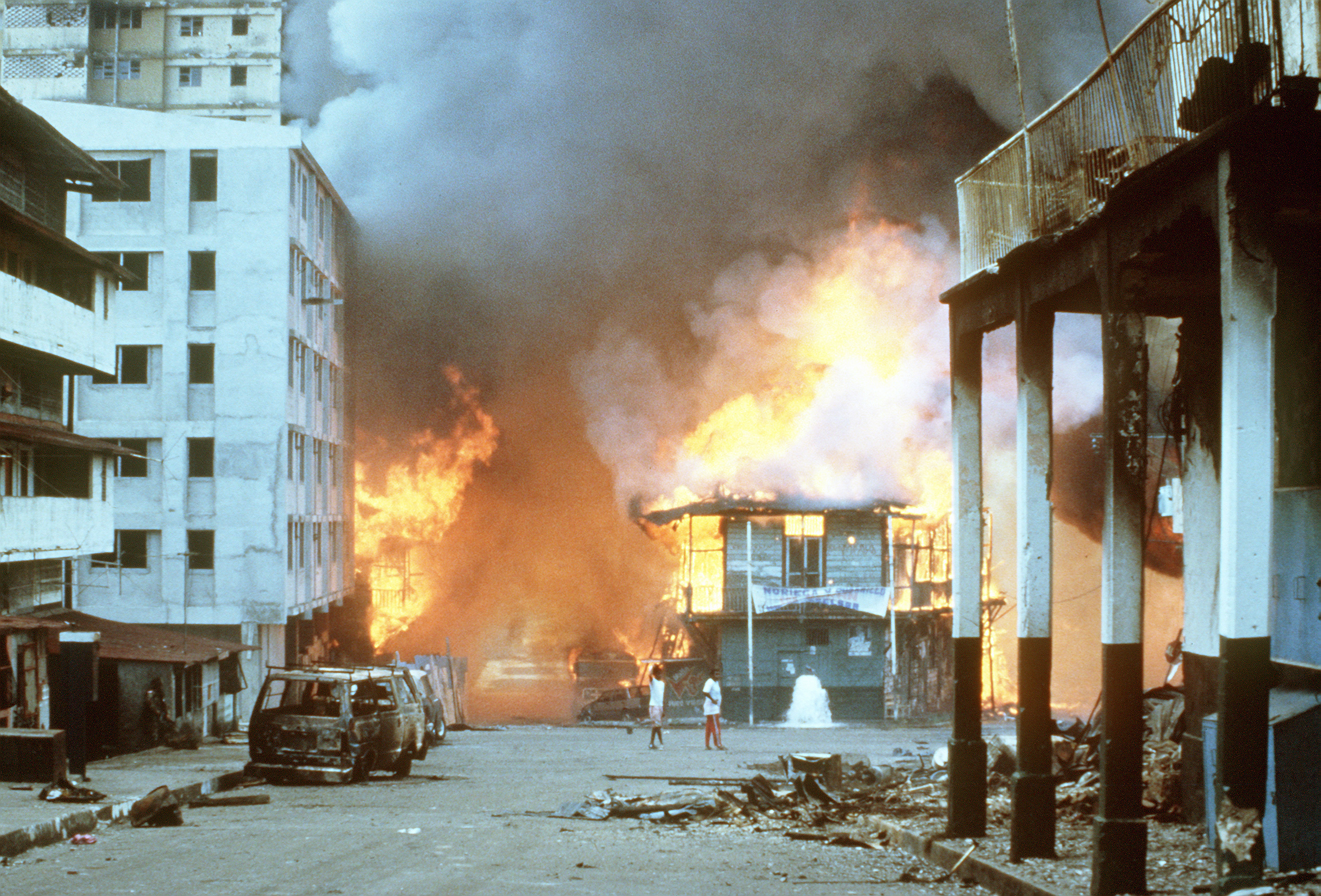
Zniszczenia w czasie inwazji Stanów Zjednoczonych na Panamę, rok 1989

W 1981 roku w wyniku wypadku zginął Torrijos, a władzę po nim objął krąg prawicowych oficerów związanych z Gwardią Narodową. W 1983 rozpoczęła się dyktatura gen. Manuela Noriegi. Noriega początkowo związał się z Amerykanami. Sam był już od końca lat 50. pracownikiem CIA, za co otrzymywał nawet 200 tysięcy dolarów rocznie. Pomagał CIA w tajnych operacjach przeciwko lewicy w Ameryce Łacińskiej, jego zadaniem było wspomaganie amerykańskich interesów w Ameryce Środkowej, w szczególności sabotowanie działań socjalistycznego rządu w Nikaragui oraz rewolucjonistów FMLN. Według późniejszych oskarżeń, pomimo współpracy z amerykańską Administracją Legalnego Obrotu Lekarstw, wspomagał jednocześnie handlarzy narkotyków. W późnych latach 80. Noriega zaczął przeciwstawiać się polityce realizowanej przez amerykańskie agencje, które wyniosły go do władzy. Prezydent rozpoczął współpracę z kubańskim rządem Fidela Castro, z którym wcześniej prowadził już interesy gospodarcze, będąc nieoficjalnym pośrednikiem Stanów Zjednoczonych w handlu z wyspą. Dziesięć lat po schwytaniu przez Amerykanów wyszła na jaw sprzedaż Kubie tajnych dokumentów amerykańskiej Agencji Bezpieczeństwa Narodowego; okazało się, że współpracował również z Układem Warszawskim, przekazując zachodnie technologie wojskowe. Rozpoczęcie współpracy z Kubą spowodowało oskarżenie go przez Amerykanów o chęć budowy osi Kuba, Panama, Nikaragua.
W wyniku interwencji wojsk USA w 1989 aresztowano gen. Noriegę, a rządy objął prezydent Guillermo Endara. Już w 1990 roku nowy rząd udaremnił próbę wojskowego zamachu stanu. Inwazja amerykańska doprowadziła do szerokiego kryzysu gospodarczego, wybuchu antyrządowych walk partyzanckich prowadzonych przez guerillę M-20 oraz serii zamachów terrorystycznych w latach 1991–1992 przeprowadzonych przez zwolenników obalonego prezydenta. W rezultacie Endara szybko stracił poparcie społeczeństwa (w 1992 odrzucono w referendum jego projekt reformy konstytucji). Katastrofą dla rządu okazało się też ujawnienie przyjęcia pieniędzy kartelu narkotykowego przez prezydenta. W wyborach prezydenckich w 1994 r. zwyciężył Ernesto Pérez Balladares z opozycyjnej Rewolucyjnej Partii Demokratycznej. Panamskie wojsko zostało rozwiązane konstytucyjną poprawką w roku 1994. Bezpieczeństwo zewnętrzne jest zapewnione dzięki Traktatowi o Neutralności Kanału Panamy z USA, które przejęło ochronę terytorialną. Efektem rozwiązania wojska jest usunięcie ryzyka powrotu do wcześniejszego reżimu wojskowego. Podjęto rokowania na temat formy obecności Amerykanów po 1999 w strefie Kanału Panamskiego i przyszłości bazy lotniczej w Howard, która jest wielonarodowym ośrodkiem walki z handlem narkotykami. Przyjęto prawo o Władzy Kanału Panamskiego, autonomicznej i niezależnej finansowo, która przejęła zarząd w grudniu 1999 po zakończeniu działalności Komisji Kanału Panamskiego. W 2004 roku władzę objął Martín Torrijos, syn generała Omara Torrijosa.

## Ustrój polityczny
Panama jest republiką, konstytucja została uchwalona w 1972 r., a znowelizowana w 1983 r. Głową państwa i szefem rządu jest prezydent, wybierany w wyborach powszechnych na 5-letnią kadencję. Władzę ustawodawczą sprawuje jednoizbowe, 78-osobowe Zgromadzenie Ustawodawcze, wybierane w wyborach powszechnych na 5-letnią kadencję. Władzę wykonawczą sprawuje rząd powoływany przez prezydenta i przed nim odpowiedzialny.

## Siły zbrojne
Panama dysponuje trzema rodzajami sił zbrojnych: wojskami lądowymi, marynarką wojenną oraz siłami powietrznymi, które służą jej wyłącznie do samoobrony. Uzbrojenie sił lądowych Panamy składało się w 2014 roku z 65 opancerzonych pojazdów bojowych, a marynarka wojenna dysponowała ośmioma okrętami obrony przybrzeża. Panamskie siły powietrzne z kolei posiadały w 2014 roku uzbrojenie w postaci m.in. 15 samolotów transportowych, czterech samolotów szkolno-bojowych oraz 10 śmigłowców.
Wojska panamskie w 2014 roku liczyły 12 tys. żołnierzy zawodowych (brak rezerwistów). Według rankingu Global Firepower (2014) panamskie siły zbrojne stanowią 98. siłę militarną na świecie, z rocznym budżetem na cele obronne w wysokości 145 mln dolarów (USD).

## Ludność
Około 65% ludności Panamy stanowią Metysi, czyli potomkowie Indian i białych, Indianie 12,5% skupieni głównie na wybrzeżu Morza Karaibskiego, m.in. w Comarca de San Blas (autonomiczne terytorium Kuna Yala, należące do Indian Kuna), czarni 9,2%, Mulaci 6,8% natomiast biali 6,7%.

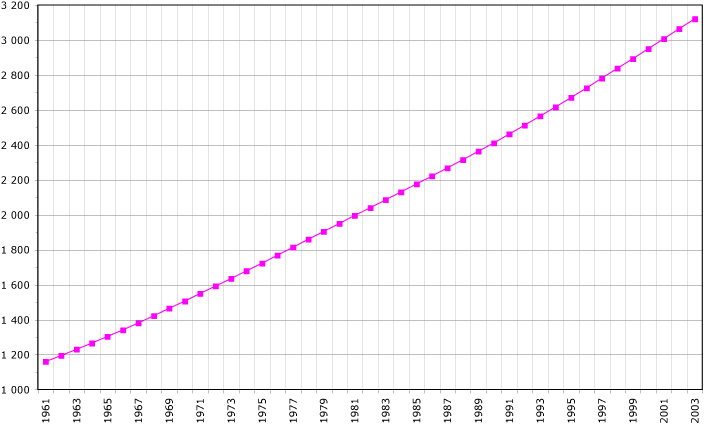
Diagram demograficzny dla Panamy w latach 1961–2003

Wysoki przyrost naturalny, ok. 21‰ rocznie (1999–2001); 1/3 ludności w wieku do 14 lat. Średnia gęstość zaludnienia 33 mieszkańców na km² (2000), największa – w środkowej części, w strefie Kanału Panamskiego. W miastach mieszka 53% ludności. Główne miasta: Panama, San Miguel, David, Penonomé, Colón. W rolnictwie, leśnictwie i rybołówstwie jest zatrudnionych 23% ludności zawodowo czynnej, w przemyśle – 15%, w usługach (głównie przy obsłudze Kanału Panamskiego) – 62% (2000); bezrobocie obejmuje ok. 14% ludności zawodowo czynnej.

### Religia
Struktura religijna kraju w 2015 roku, według The Association of Religion Data Archives:
- katolicy – 59,4%,
- protestanci – 23,3% (głównie zielonoświątkowcy),
- brak religii – 7,9%,
- inni i nieokreśleni chrześcijanie – 3,8%:
  - mormoni – 1,4%[22],
  - świadkowie Jehowy – 0,43%,
- tradycyjne religie plemienne – 1,3%,
- bahaiści – 1,2%,
- buddyści – 0,8%,
- muzułmanie – 0,7%,
- żydzi – 0,2%,
- pozostałe religie – 1,3%.

### Największe miasta

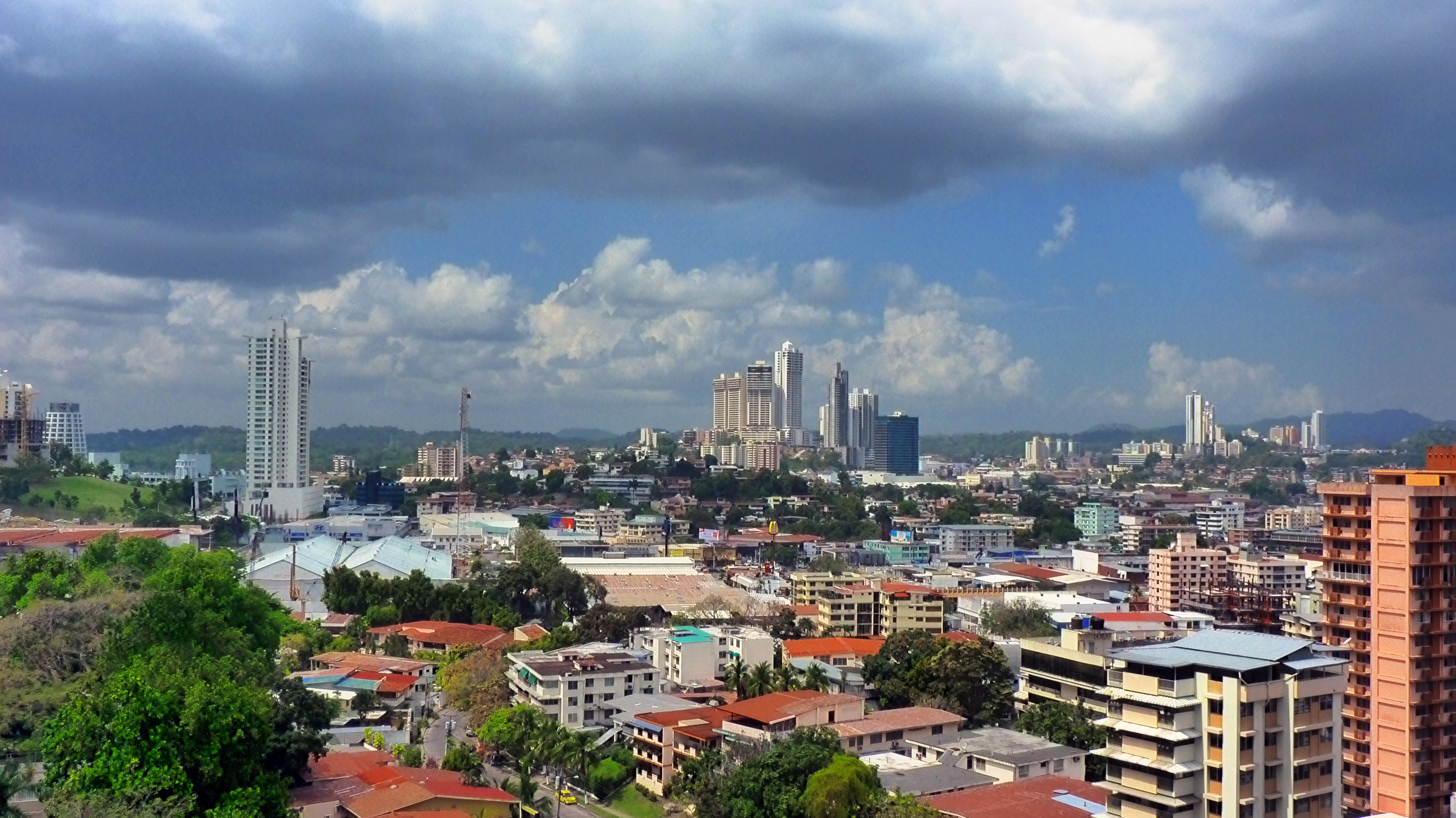
Panama, stolica, a zarazem największe miasto Panamy

Większość z największych miast Panamy leży w prowincji Panama.
|    | Miasto               | Populacja | Prowincja |
| -- | -------------------- | --------- | --------- |
| 1  | Panama               | 880 691   | Panama    |
| 2  | San Miguelito        | 315 019   | Panama    |
| 3  | Tocumen              | 103 177   | Panama    |
| 4  | David                | 89 442    | Chiriquí  |
| 5  | Las Cumbres          | 89 000    | Panama    |
| 6  | Colón                | 78 000    | Colón     |
| 7  | La Chorrera          | 68 896    | Panama    |
| 8  | Pacora               | 52 494    | Panama    |
| 9  | Santiago de Veraguas | 50,877    | Veraguas  |
| 10 | Chitré               | 46 191    | Herrera   |

## Podział administracyjny
W Panamie istnieje trójstopniowy podział administracyjny. Panama podzielona na dziesięć prowincji, na które składają się departamenty, a na nie powiaty. Ponadto istnieją trzy regiony autonomiczne o statusie prowincji oraz dwa terytoria autonomiczne o statusie powiatu.
Prowincje
- Bocas del Toro
- Chiriquí
- Coclé
- Colón
- Darién
- Herrera
- Los Santos
- Panama
- Panama Zachodnia
- Veraguas

Regiony autonomiczne o statusie prowincji
- Emberá-Wounaan
- Kuna Yala
- Ngöbe-Buglé

Pozostałe terytoria autonomiczne o statusie powiatu
- Kuna de Madugandí
- Kuna de Wargandí

Stolicą Panamy jest miasto Panama mająca taką samą nazwę co nazwa państwa, to największe miasto, którego obszar metropolitalny zamieszkuje prawie połowa ludzi całego kraju.

## Gospodarka

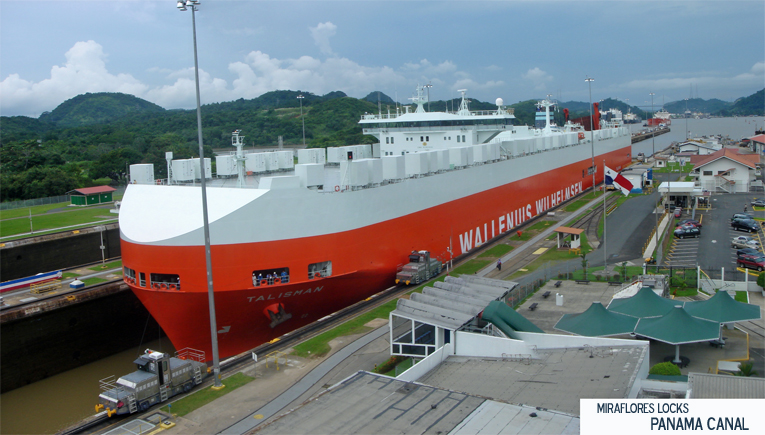
Panamax przepływający przez Kanał Panamski

Kraj rozwijający się. Gospodarka Panamy należy do bardziej stabilnych w Ameryce Środkowej, ale poziom życia społeczeństwa jest niski – szacuje się, że ok. 25% ludności żyje poniżej poziomu ubóstwa.
Największy udział w tworzeniu produktu krajowego brutto mają usługi (76% – 1991), co wiąże się z obsługą Kanału Panamskiego, rolnictwo dostarcza – 11%, a przemysł – 13%. Znaczne dochody przynosi turystyka (ok. 300 tys. turystów rocznie). Panama jest drugim, co do wielkości (obok Hongkongu) centrum międzynarodowej dystrybucji i handlu (wolnej strefy handlowej) na świecie. W Wolnej Strefie Panama’s Colon działa powyżej 1500 przedsiębiorstw międzynarodowego importu/eksportu, jest odwiedzana przez więcej niż 250 000 gości rocznie i generuje eksport i reeksport o wartości ponad 11 miliardów US$ rocznie.
Panama jest drugim co do wielkości, międzynarodowym centrum bankowym na świecie (obok Szwajcarii, co zresztą może się zmienić na korzyść Panamy, z powodu ograniczenia tajemnicy bankowej w Szwajcarii od 2008 roku). Giełda papierów wartościowych w Panamie jest najbardziej rozwiniętą giełdą w Centralnej i Południowej Ameryce. Panama utrzymuje chronioną absolutną tajemnicę bankową, wymaga bezwzględnego zachowania tajemnicy handlowej i korporacyjnej, co jest zagwarantowane w konstytucji Republiki Panamy. Panama nie podpisała żadnych traktatów o wzajemnej pomocy prawnej (MLAT), o udostępnieniu informacji bankowej z jakimkolwiek innym państwem i nie uznaje orzeczeń sądowych sądów z innych krajów (jedyny wyjątek stanowi przemyt narkotyków i transakcje pieniężne powiązane z nimi). Z tych powodów Republika Panamy jest zaliczana przez OECD do rajów podatkowych.
International business company (Międzynarodowe przedsiębiorstwo biznesowe) jest utożsamieniem różnego typu spółek offshore, które nie płacą żadnych podatków i nie posiadają obowiązku składania sprawozdań do władz Republiki Panamy. Akcje „na Okaziciela” spółek akcyjnych zarejestrowanych w Panamie pozwalają akcjonariuszom utrzymać 100% anonimowości i prywatności. Panamska Fundacja Interesu Prywatnego uwzględnia niejawne Dokumenty Protektora Prywatnego i Listę Życzeń Protektora Prywatnego, umożliwiając tą drogą Protektorowi Prywatnemu oraz beneficjantem Fundacji Interesu Prywatnego pozostać w 100% anonimowymi. Agencja ratingowa Moody’s klasyfikuje Panamę na Ba1 a S&P Global Ratings wycenia Panamę na BB+.

### Rolnictwo
Użytki rolne zajmują ok. 29% powierzchni kraju. Przeważają małe, drobnotowarowe gospodarstwa rolne i duże plantacyjne, wysokotowarowe. Rozpowszechniony system dzierżawy ziemi. Uprawa, głównie na eksport: bananów, trzciny cukrowej, kakaowca i kawy. Główne żywieniowe rośliny uprawne: ryż, kukurydza zwyczajna, maniok jadalny. Mniejsze znaczenie ma uprawa tytoniu, palmy kokosowej i owoców (pomarańcze, awokado, mango, ananasy). Hodowla głównie bydła. Eksploatacja lasów (gł. mahoń). Przybrzeżne połowy tuńczyków, krewetek, homarów oraz perłopławów (Archipelag Perłowy).

### Przemysł
Bogactwa mineralne eksploatowane w niewielkim stopniu. Wydobycie soli kamiennej, rud żelaza, manganu, złota. Bogate, nieeksploatowane złoża rud miedzi oraz węgla kamiennego. Produkcja energii elektrycznej w elektrowniach naftowych i wodnych (największa na rzece Bayano, we wschodniej części kraju). Z przemysłu przetwórczego rozwinięty głównie przemysł spożywczy (cukrowniczy, mleczarski, tytoniowy i owocowy), poza tym włókienniczy, drzewny. W Colón rafineria ropy naftowej (przetwarza około 10 mln ton ropy rocznie, zaopatruje w paliwo statki przepływające Kanał Panamski). Największe ośrodki przemysłu: Colón (wraz ze strefą wolnocłową) i Panama.

### Emisja gazów cieplarnianych
Emisja równoważnika dwutlenku węgla z Panamy wyniosła w 1990 roku 7 Mt, z czego tylko 2,735 Mt stanowił dwutlenek węgla, a resztę metan i w mniejszym stopniu podtlenek azotu. W przeliczeniu na mieszkańca emisja wyniosła wówczas 1,107 t dwutlenku węgla, a w przeliczeniu na 1000 dolarów PKB 141 kg. W następnych latach emisje rosły, z krótkotrwałymi spadkami w niektórych latach. W tym czasie przyrost emisji dwutlenku węgla był znaczący i z czasem to on stał się głównym elementem zespołu gazów cieplarnianych. Głównym źródłem emisji dwutlenku węgla przez cały czas był transport, udział energetyki był mniejszy. W 2018 emisja dwutlenku węgla pochodzenia kopalnego wyniosła 11,747 Mt, a w przeliczeniu na mieszkańca 2,822 t i w przeliczeniu na 1000 dolarów PKB 124 kg.

## Nauka
Główną instytucją naukową w Panamie jest Panamska Akademia Nauk w mieście Panama (zał. 1748), afiliowana do Hiszpańskiej Akademii Królewskiej. Z 6 działających w Panamie instytutów naukowych największe znaczenie ma Instytut Badań Tropikalnych Smithsona (zał. 1946, prowadzony przez Smithsonian Institution), prowadzący wielodyscyplinarne badania nad regionami tropikalnymi Ameryki Południowej. Działa państwowy uniwersytet w mieście Panama (zał. 1935), katolicki uniwersytet Santa Maria de Antigua (zał. 1965) dla Ameryki Środkowej oraz 6 wyższych szkół zawodowych.